# Beginish (band)
Beginish is een traditionele Ierse band. Beginish betekent klein eiland en duidt een eiland voor de kust van West-Kerry aan. De groep bestaat uit een viertal muzikanten en brengt slides, jigs en polka's uit de County Kerry. 
Violist Paul O'Shaughnessy heeft enige jaren in de groep Altan gespeeld. Op hun eerste cd Beginish waren ook Arty McGlynn gitaar, Colm Murphy bodhrán, Tríona Ní Dhomhnaill keyboard en zang en Maighread Ní Dhomhnaill zang actief. Op het album Stormy Weather is Seamus Begley, de broer van Brendan, de zanger.

## Samenstelling van Beginish
- Brendan Begley - zang, accordeon
- Paul O'Shaughnessy - viool
- Paul McGrattan - fluit
- Noel O'Grady - bouzouki
- Colm Murphy - bodhrán

## Discografie
- Beginish - 1997
- Stormy Weather - 2001